# Stephen Harriman Long
Stephen Harriman Long (Hopkinton, 30 dicembre 1784 – Alton, 4 settembre 1864) è stato un ingegnere, esploratore e militare statunitense.
In ambito dell'innovazione, celebri furono i suoi studi per lo sviluppo nel disegno della locomotiva a vapore. In campo militare condusse una pionieristica spedizione su tutta l'area della Grande Pianura Americana, da lui descritta come “Il grande deserto americano”.
La montagna Long's Peak, nello stato del Colorado, è a lui intitolata.

## La vita

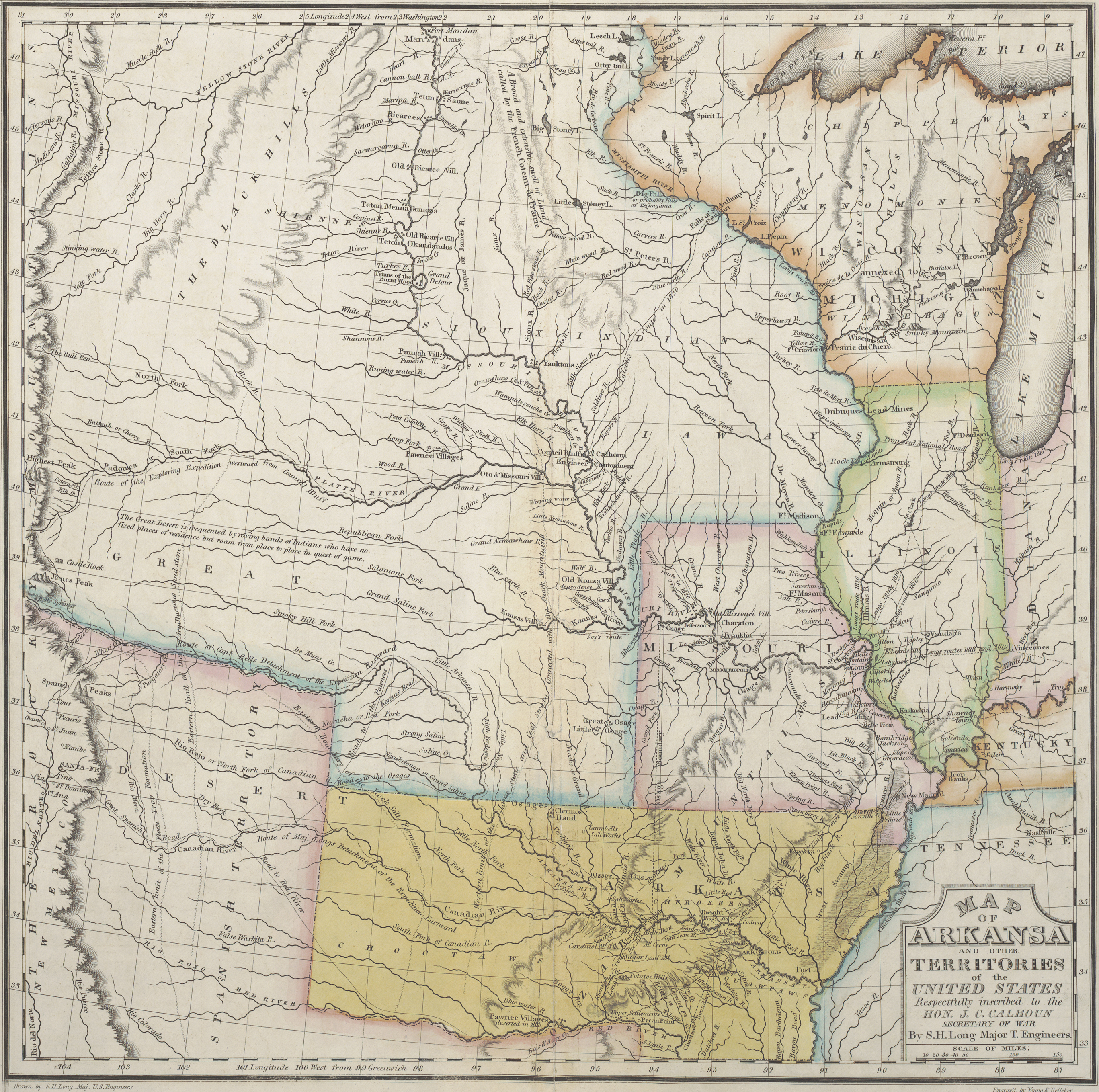
Stephen Harriman Long, Geographical, Statistical and Historical Map of Arkansas Territory, 1822

Stephen Harrimore Long nacque a Hopkinton, nel New Hampshire, da Moses Long e Lucy Harriman. Dopo aver studiato presso il Dartmounth college, nel 1814 ricevette l'incarico di colonnello nell'esercito degli Stati Uniti.
Nel marzo 1819 sposò Martha Hodgkins, a Filadelfia.
Il mese seguente, con l'incarico di maggiore nell'U.S. Army, egli fu incaricato di condurre una spedizione attraverso i territori dell'Ovest, nelle aree appena acquistate dal governo centrale nell'atto denominato Louisiana Purchase. Lo scopo specifico della spedizione fu quella di trovare le sorgenti del fiume Platte, nell'Arkansas, e del Red River.
Qualche anno più tardi, nel 1823, la sua spedizione fu unita a quella dell'esploratore italiano Giacomo Costantino Beltrami, il quale si divise da Long e raggiunse le sorgenti del fiume Mississippi.
Dopo la spedizione, trascorse parecchi anni ad aiutare la costruzione della linea ferroviaria Baltimora-Ohio. Nel 1826 ricevette il primo brevetto per il suo lavoro sulle rotaie per le locomotive a vapore. Ricevette molti altri brevetti per I suoi disegni delle locomotive, e lavorò con altri ingegneri dell'esercito sia per la progettazione che per l'esecuzione delle strade ferrate.
Nel 1832, con William Norris ed altri partner, formò l'American Steam Carriage Company che però venne sciolta due anni più tardi a causa delle difficoltà incontrate nella produzione dei suoi progetti. 
Nel 1838 gli fu assegnata una posizione di grande importanza nell'esercito, nel quale doveva gestire l'ambito topografico, mansione perfezionata nei suoi viaggi.
Morì ad Alton, nell'Illinois, nel 1864.